# Nederländerna i olympiska sommarspelen 1968
Nederländerna deltog med 107 deltagare vid de olympiska sommarspelen 1968 i Mexico City. Totalt vann de tre guldmedaljer, tre silvermedaljer och en bronsmedalj.

## Medaljer

### Guld
- Ada Kok - Simning, 200 m fjäril.
- Henri Jan Wienese - Rodd, singelsculler.
- Joop Zoetemelk, Fedor den Hertog, Jan Krekels och René Pijnen - Cykling, lagtempolopp.

### Silver
- Henricus Droog och Leendert Van Dis - Rodd, dubbelsculler.
- Herman Suselbeek, Hadriaan van Nes och Roderick Rijnders - Rodd, tvåa med styrman.
- Leijn Loevesijn och Jan Jansen - Cykling, tandem.

### Brons
- Maria Gommers - Friidrott, 800 meter.